# Культура і побут
«Культура і побут» — радянська українська щотижнева газета, додаток «Вісті ВУЦВК». 

## Історія та зміст
Виходила щотижня з 1925 по 1928 у Харкові як додаток до газети «Вісті ВУЦВК». 
Порушувала питання ідеологічної боротьби в радянській літературі та мистецтві. Друкувала полемічні статті А. Луначарського («Про два покоління в нашому мистецтві»), П. Керженцева («Культурна революція і завдання театру»), М. Хвильового («Камо грядеши», «Думки проти течії», «Апологети писаризму»). Друкувала матеріали про Т. Шевченка, І. Франка, Л. Глібова, Ю. Федьковича, А. Тесленка, О. Кобилянську, А. Свидницького, Л. Толстого, М. Чернишевського, В. Короленка. Випущено 2 спецномери, присвячені річниці смерті В. Блакитного (1926, № 49) та 60-ї річниці життя й 35-ї річниці літературної діяльності М. Горького (1927, № 40).
Публікувала поезії В. Сосюри, В. Мисика, М. Семенка, П. Усенка, О. Влизька, О. Донченка, І. Сенченка; прозу «Біла мавпа» Мирослава Ірчана, цикли «Листи з степів» С. Божка, «Донбас» П. Ванченка, фейлетони О. Слісаренка (під псевдонімом Омелько Буц), усмішки Остапа Вишні (із циклу «Мистецькі силуети»), гуморески Л. Чернова і Юхима Ґедзя; переклади творів М. Горького («Пісня про Буревісника»), В. Юрезанського, Х. Гільдіна, Янки Купали, Е. Верхарна, А. Неґрі; рецензії на твори А. Головка, В. Сосюри, Ю. Яновського, М. Рильського, Г. Косинки, І. Кочерги.